# Alice in Borderland (serie de televisión)
Alice in Borderland (en japonés: 今際の国のアリス, Hepburn: Imawa no Kuni no Arisu) es una serie de televisión japonesa de ciencia ficción, thriller y drama basada en el manga del mismo nombre de Haro Aso. La serie está dirigida por Shinsuke Sato. Está protagonizada por Kento Yamazaki y Tao Tsuchiya como aliados atrapados en una versión vacía paralela de Tokio, obligados a competir como jugadores en juegos peligrosos y sádicos. El tipo y dificultad de cada juego está representado por naipes basados en la baraja francesa y los juegos se utilizan para extender sus "visas" que, si expiran, resultan en la ejecución del jugador mediante láseres disparados desde el cielo.
La primera temporada de la serie se anunció en julio de 2019 y se filmó de agosto a diciembre de 2019. Las ubicaciones establecidas incluyeron distritos de Shibuya y una réplica de estudio de pantalla verde de Shibuya Crossing. Los efectos visuales del programa se produjeron en una colaboración internacional entre la Digital Frontier de Japón y equipos de Singapur, Estados Unidos e India. La partitura musical fue compuesta por Yutaka Yamada, quien había colaborado con Sato. 
La primera temporada se estrenó en el servicio de streaming Netflix el 10 de diciembre de 2020 y recibió críticas positivas de los críticos, quienes elogiaron las secuencias de acción, la dirección y la actuación. Compararon el programa con muchas entradas en el género de supervivencia, incluidas las películas Battle Royale (2000) y Cube (1997). El buen desempeño de la primera temporada y la alta audiencia en muchos países hicieron que Netflix renovara la serie dos semanas después de su estreno; La segunda temporada se estrenó el 22 de diciembre de 2022. El 27 de septiembre de 2023 se renovó para una tercera temporada, que se estrenará en septiembre de 2025.

## Reparto y personajes

### Principal
- Kento Yamazaki como Ryōhei Arisu:
Un hombre obsesionado con los videojuegos que "no encaja con su familia". Se une a Usagi mientras está en Borderland y luego desarrolla sentimientos románticos por ella.[4][5]
- Tao Tsuchiya como Yuzuha Usagi:
Una alpinista que fue transportada a la ciudad vacía de Tokio poco después de la muerte de su padre, a quien respetaba profundamente. Se une a Arisu mientras están en Borderland y más tarde desarrolla sentimientos románticos por él.[4][5]
- Nijirō Murakami como Shuntarō Chishiya:
Un jugador misterioso, tranquilo y astuto que se une a Kuina para robar la baraja de cartas del Sombrerero, creyendo que una baraja completa los transportaría fuera de la ciudad vacía. Más tarde se interesa por Arisu y Usagi después de ayudarlos a escapar de un juego de "pilla". Antes de llegar a Borderland, era estudiante de medicina.[5][6]
- Ayaka Miyoshi como Rizuna Ann:
Un miembro ejecutivo de "la Playa" que gana juegos difíciles a través del pensamiento racional, convirtiéndose más tarde en un aliado y amigo importante para Arisu y su grupo. Antes de llegar a Borderland, era científica forense de la policía.[4][5]
- Aya Asahina como Hikari Kuina:
Una amiga íntima de Chishiya, a quien ayuda a robar la baraja de cartas del Sombrerero. Kuina, una ex empleada de una tienda de ropa, se revela como transgénero en un flashback en el episodio 7, en el que su padre la repudió.[4][5]
- Dori Sakurada como Suguru Niragi:[7]
Un miembro joven pero peligroso de "la Playa". Se lo describe como "agresivo debido a su complicado pasado" y es parte de "los Militantes". Antes de llegar a Borderland, otros estudiantes de su escuela secundaria lo acosaban con frecuencia.[4][5]

### Recurrente
- Yūki Morinaga como Chōta Segawa:
Un técnico de TI muy religioso y amigo de Arisu y Karube. Chōta se quema gravemente la pierna mientras participa en un juego llamado "Dead or Alive" y, como resultado, frena a sus amigos mientras se recuperan. En la temporada 2, hace muchas apariciones en flashbacks y, en el último episodio, él y Karube alientan a Arisu a disfrutar de su vida y vivirla al máximo.[4][5][8]
- Keita Machida como Daikichi Karube:
Un camarero y amigo cercano de Arisu y Chōta. Antes de ser transportado a la ciudad vacía, Karube se estaba preparando para proponerle matrimonio a una mujer con la que trabajaba en un bar, que resultó ser la amante de su jefe. En la temporada 2, hace muchas apariciones en flashbacks, y en el último episodio, él y Chota alientan a Arisu a disfrutar de su vida y vivirla al máximo.[4][5][8]
- Sho Aoyagi como Morizono Aguni:
Un luchador fuerte y el mejor amigo de Hatter, Aguni es presentado por primera vez como un miembro importante de "la Playa". Está a cargo de un grupo violento llamado "los Militantes". Después de dejar la Playa, se convierte en un aliado importante para Arisu hacia el final de los juegos de cartas.[4][5]
- Nobuaki Kaneko como Takeru Danma / Sombrerero:
El líder y fundador de "la Playa", un hotel habitado por docenas de jugadores. Su objetivo principal es recolectar todas las cartas de juego que se les dan a los jugadores por ganar juegos. Después de su muerte en la temporada 1, a menudo se le aparece como un fantasma a Aguni durante los eventos de la temporada 2.[4][5]
- Riisa Naka como Mira Kanō:
Una mujer misteriosa con una "presencia elegante" y miembro ejecutivo de "la Playa". En la segunda temporada se revela que es la Reina de Corazones y la última enemiga de Arisu y Usagi en las Tierras Fronterizas.[4][5][8]
- Yūtarō Watanabe como Kōdai Tatta:
Un ex mecánico de automóviles que es salvado por Arisu durante un juego y luego se convierte en miembro de "la Playa"; en la temporada 2, se une al grupo de Arisu. Antes de llegar a las Tierras Fronterizas, su error hizo que su compañero de trabajo perdiera una mano.[4]
- Kina Yazaki como Momoka Inoue:
Un miembro de "la Playa", un "distribuidor de juegos" y el mejor amigo de Asahi.[9]
- Tsuyoshi Abe como Keiichi Kuzuryū:
Un miembro ejecutivo de "la Playa". En la segunda temporada, se revela que es el Rey de Diamantes, y Chishiya participa en su juego. Antes de llegar a las Tierras Fronterizas, era un abogado que no estaba satisfecho con la perspectiva de la vida humana y la moralidad de los demás, particularmente aquellos en posiciones de poder.[4]
- Yūhei Ōuchida como Takuma:
Un jugador lesionado en el juego Cuatro de Tréboles: Distancia. En un flashback, se reveló que había ayudado a Kuzuryū en un juego.

#### Temporada 1
- Shuntarō Yanagi como Takatora Samura / el Último Jefe:
Un hombre extraño y miembro peligroso de "la Playa", el Último Jefe tiene su rostro cubierto de tatuajes y lleva consigo una katana para intimidar a los miembros. También es parte de "los Militantes"[4][5]
- Ayame Misaki como Saori Shibuki:
La primera persona con la que se encuentran Arisu y sus amigos mientras están en la ciudad desierta. Al principio, Shibuki se presenta como una jugadora experimentada que ayuda al grupo a superar su primer juego. Sin embargo, más tarde se revela que es manipuladora para conseguir lo que quiere.[4]
- Mizuki Yoshida como Asahi Kujō:
Un miembro de "la Playa", un "distribuidor de juegos" y el mejor amigo de Momoka.[4]

#### Temporada 2
- Tomohisa Yamashita como Ginji Kyuma:
Un líder de la banda y el Rey de Tréboles, quien es desafiado por el grupo de Arisu en el juego "Ósmosis".
- Ryōhei Shima como Sogo Shitara:
Un exmiembro de la banda de Kyuma y su compañero de equipo en el juego Ósmosis.
- Alisa Urahama como Uta Kisaragi:
Un exmiembro de la banda de Kyuma y su compañero de equipo en el juego Ósmosis.
- Eishin Hayashida como Takumi Maki:
Un exmiembro de la banda de Kyuma y su compañero de equipo en el juego Ósmosis.
- Eita Okuno como Goken Kanzaki:
Un exmiembro de la banda de Kyuma y su compañero de equipo en el juego Ósmosis.
- Hayato Isomura como Sunato Banda:
Un asesino en serie que participa en el juego de la Jota de Corazones con Chishiya y decide quedarse en Borderlands al final de la temporada 2.
- Katsuya Maiguma como Oki Yaba:
Un estafador que participa en el juego de la Jota de Corazones con Chishiya y decide quedarse en Borderlands al final de la temporada 2.
- Kai Inowaki como Enji Matsushita:
Un joven astuto que luego se revela como la Jota de Corazones en el juego de la prisión con Chishiya.
- Honami Satō como Kotoko Shiga:
Una mujer que participa en el juego de la Jota de Corazones con Chishiya.
- Yuzuki Akiyama como Meisa Tokui:
Una mujer que participa en el juego de la Jota de Corazones con Chishiya.
- Yūsaku Mori como Ippei Oki:
Un hombre tímido que participa en el juego de la Jota de Corazones con Chishiya.
- Yuri Tsunematsu como Akane Heiya:
Una chica de secundaria experta en tiro con arco que trabaja con Aguni después de perder su pie en el juego del Siete de espadas.
- Ayumi Tanida como Isao Shirabi:
El Rey de espadas, cuyo juego implica disparar a los jugadores al verlos. Antes de llegar a las Tierras Fronterizas, era un mercenario.
- Chihiro Yamamoto como Risa:
Una mujer muy atlética que es la Reina de espadas y la principal oponente en el juego "Jaque mate".
- Aina Yamada como Urumi Akamaki:
Una mujer astuta y taimada que participa en el juego de la Jota de Corazones con Chishiya.
- Jun Hashimoto como Benzo Yashige:
Un hombre que participa en el juego del Rey de Diamantes con Chishiya.
- Aimi Satsukawa como Hinako Daimon:
Una mujer que participa en el juego del Rey de Diamantes con Chishiya.
- Wakato Kanematsu como Takashi Asuma:
Un hombre que participa en el juego del Rey de Diamantes con Chishiya.
- Miyu Yagyu como Nozomi:
Una mujer que se hace amiga de Usagi y de un niño, Kota.

## Episodios
| Temporada | Temporada | Episodios | Episodios | Lanzamiento original     | Lanzamiento original     |
| --------- | --------- | --------- | --------- | ------------------------ | ------------------------ |
|           | 1         | 8         | 8         | 10 de diciembre de 2020  | 10 de diciembre de 2020  |
|           | 2         | 8         | 8         | 22 de diciembre de 2022  | 22 de diciembre de 2022  |
|           | 3         | 8         | 8         | 25 de septiembre de 2025 | 25 de septiembre de 2025 |

### Temporada 1 (2020)
| N.º en serie | N.º en temp. | Título                   | Dirigido por  | Escrito por                                       | Fecha de lanzamiento original |
| --- | ------------ | ------------------------ | ------------- | ------------------------------------------------- | ----------------------------- |
| 1 | 1            | «Episode 1» «Episodio 1» | Shinsuke Sato | Yoshiki Watabe, Yasuko Kuramitsu, & Shinsuke Sato | 10 de diciembre de 2020       |
| En Tokio, Arisu, obsesionado con los videojuegos, sale con sus amigos Chōta y Karube. Después de provocar un altercado en Shibuya Crossing, el trío se esconde de la policía en el baño de la estación, pero reaparece y encuentra la ciudad vacía. Por la noche, siguen las instrucciones de un cartel publicitario hasta llegar a un "campo de juego". Encuentran una pila de teléfonos, que muestran el nivel de dificultad del juego, ilustrado por un naipe. Al grupo se unen una chica de secundaria y otra mujer llamada Shibuki, quien les informa que una vez que un jugador ingresa a una arena, no puede salir, ya que un láser los matará si lo intentan. En este juego, un nivel de dificultad "Tres de Tréboles" titulado "Dead or Alive", el grupo se ve obligado a elegir entre dos puertas dentro de un límite de tiempo: una que contiene una entrada a otra habitación con la misma opción, y la otra, una muerte segura. El trío original y Shibuki salen con vida, con Chōta gravemente herido. Fuera, el grupo recibe "visados" individuales, que se prolongan cuanto más juegan y dan lugar a la ejecución una vez vencidos. |              |                          |               |                                                   |                               |
| 2 | 2            | «Episode 2» «Episodio 2» | Shinsuke Sato | Yoshiki Watabe, Yasuko Kuramitsu, & Shinsuke Sato | 10 de diciembre de 2020       |
| Sin forma de escapar de la ciudad abandonada, Arisu y Karube deciden jugar otro juego para extender sus visas, dejando a Shibuki atendiendo a Chōta herido. Arisu y Karube encuentran otro campo de juego en un complejo de apartamentos y se encuentran con varios jugadores nuevos, como la misteriosa Usagi, la amigable Tatta, la fuerte Aguni y la astuta y tranquila Chishiya. Arisu también aprende el significado de cada carta: las picas representan juegos físicos, los tréboles son juegos basados en el trabajo en equipo, los diamantes son juegos de ingenio e intelecto, y los corazones son juegos de confianza y traición. Este juego, un nivel de dificultad "Cinco de espadas" titulado "Etiqueta", obliga a los jugadores a esconderse en el edificio de dos atacantes armados mientras buscan una habitación que contiene dos botones que deben presionarse al mismo tiempo para evitar que una bomba los mate a todos. Arisu, Chishiya y Usagi trabajan juntos para encontrar el espacio y ganar, aunque Arisu luego se siente culpable cuando ve ejecutar a los atacantes. Karube encuentra una radio que les dice "Regresen a la playa".                                                                                         |              |                          |               |                                                   |                               |
| 3 | 3            | «Episode 3» «Episodio 3» | Shinsuke Sato | Yoshiki Watabe, Yasuko Kuramitsu, & Shinsuke Sato | 10 de diciembre de 2020       |
| Karube le cuenta a su grupo sobre la radio. Para extender las visas de Shibuki y Chōta, van juntos a un campo de juego en un jardín botánico. Allí, ingresan a un nivel de dificultad "Siete de Corazones" titulado "Escondite" como los únicos participantes, pero pronto descubren que solo uno de ellos puede sobrevivir. Se les dan auriculares con reconocimiento facial y se les asignan animales, tres de ellos son "ovejas" y el cuarto es un "lobo". Para jugar, un jugador cambia de animal cada vez que mira a otro, y el lobo al final gana el juego y la oveja muere. Arisu finalmente se convierte en lobo y pasa el resto del juego buscando a sus amigos, quienes han decidido sacrificarse por él. Se comunican a través de los auriculares y pasan los últimos minutos juntos despidiéndose; Arisu grita de dolor mientras está cubierto por la sangre de Karube. |              |                          |               |                                                   |                               |
| 4 | 4            | «Episode 4» «Episodio 4» | Shinsuke Sato | Yoshiki Watabe, Yasuko Kuramitsu, & Shinsuke Sato | 10 de diciembre de 2020       |
| Usagi encuentra a un Arisu abatido y decide ayudarlo. Visitan un campo de juego dentro de un autobús, ubicado en un paso subterráneo, y entran al juego con otros tres jugadores. En un nivel de dificultad "Cuatro de Tréboles" titulado "Distancia", se les dice que "alcancen la meta". Deduciendo que la meta debe estar al final del túnel, Arisu, Usagi y otros dos jugadores corren hacia ella, dejando atrás a otro jugador con un esguince en la pierna. A medio camino, los cuatro jugadores son atacados por una pantera, que mata a uno. Al final del túnel, Arisu encuentra combustible diésel en una motocicleta y decide regresar por el otro jugador. Sin embargo, una vez que regresa, descubre que el autobús tiene escrita la palabra "objetivo" y que estaban huyendo del objetivo. El agua sale a borbotones del final del túnel, y mientras el otro jugador muere, Usagi logra regresar al autobús y ganar, junto a Arisu y el jugador herido. |              |                          |               |                                                   |                               |
| 5 | 5            | «Episode 5» «Episodio 5» | Shinsuke Sato | Yoshiki Watabe, Yasuko Kuramitsu, & Shinsuke Sato | 10 de diciembre de 2020       |
| Arisu y Usagi, buscando "la playa", siguen en secreto a un grupo de jugadores con etiquetas en las muñecas similares hasta un hotel que alberga a muchos jugadores. Son encontrados y llevados con el líder del lugar, Hatter, quien confirma que lo lograron. Hatter dice que la misión de Beach es recolectar todas las cartas, lo que creen que les permitirá salir de la ciudad, pero que las face cards aún no han aparecido. Arisu y Usagi tienen la tarea de unirse a grupos de jugadores para recoger las cartas restantes. Más tarde, Hatter le revela a un grupo de "miembros ejecutivos", incluido Arisu, que participó en un juego como una "prueba" de Ann, que la única tarjeta numérica que queda por recolectar es el "Diez de Corazones". |              |                          |               |                                                   |                               |
| 6 | 6            | «Episode 6» «Episodio 6» | Shinsuke Sato | Yoshiki Watabe, Yasuko Kuramitsu, & Shinsuke Sato | 10 de diciembre de 2020       |
| Para extender su visa, Sombrerero se marcha para participar en un juego, pero sus secuaces lo traen muerto a la Playa, afirmando que murió durante el juego. Un militante despiadado, Niragi, obliga a los miembros ejecutivos a votar por Aguni como el nuevo líder de la Playa, y recibe el código de una caja fuerte que contiene la baraja de cartas de Hatter. Chishiya descifra el código y convence a Arisu para que robe el mazo. Arisu no sabe que lo están utilizando como un peón prescindible. Cuando el código no logra abrir la caja fuerte y se activa una alarma, Chishiya lo traiciona con Aguni para protegerse. Niragi encierra a Arisu para asegurarse de que morirá cuando su visa expire a medianoche, y atormenta a Usagi con la intención de violarla. Chishiya deduce dónde está la verdadera caja fuerte y obtiene las tarjetas. Él y su cómplice Kuina intentan partir con la cubierta robada, y casi mueren cuando una pared de láseres se levanta alrededor de la playa para evitar que alguien se vaya. Un anuncio convoca a los cincuenta y ocho residentes al vestíbulo. Se revela que la playa es un escenario para un juego titulado "Caza de brujas", con un nivel de dificultad ilustrado por el "Diez de corazones". |              |                          |               |                                                   |                               |
| 7 | 7            | «Episode 7» «Episodio 7» | Shinsuke Sato | Yoshiki Watabe, Yasuko Kuramitsu, & Shinsuke Sato | 10 de diciembre de 2020       |
| Una niña llamada Momoka es encontrada muerta a puñaladas y se establecen las reglas del juego: los jugadores deben trabajar juntos para encontrar a la "bruja" que asesinó a Momoka, arrojando al sospechoso a una hoguera para ganar. Con sólo dos horas para buscar al asesino, Aguni y sus seguidores, conocidos como "militantes", deciden arrojar a todos al fuego para recoger la carta final. Mientras decenas son asesinadas, Usagi se une a un grupo de jugadores y rescata a Arisu. Ann descubre que Hatter fue asesinado y busca huellas dactilares en el cuerpo de Momoka. El edificio se incendia, Kuina mata a un militante peligroso conocido como el Último Jefe y Chishiya hiere gravemente a Niragi. Después de pensar en la logística del juego, Arisu le dice al grupo que conoce la identidad de la bruja escondida. Ann descubre la identidad del asesino antes de quedar inconsciente. |              |                          |               |                                                   |                               |
| 8 | 8            | «Episode 8» «Episodio 8» | Shinsuke Sato | Yoshiki Watabe, Yasuko Kuramitsu, & Shinsuke Sato | 10 de diciembre de 2020       |
| En un flashback, Momoka deambula por la ciudad vacía con su amiga Asahi, grabando vídeos con un teléfono móvil. En el presente, Arisu se enfrenta a Aguni quien, creyendo que es la "bruja", confiesa haber disparado a su mejor amigo Sombrerero en defensa propia. La verdadera bruja es Momoka, que se suicidó. Mientras Aguni intenta matar a Niragi, que todavía tiene la intención de asesinar a todos los presentes, los jugadores restantes arrojan a Momoka a la hoguera y ganan el juego. Chishiya recoge la carta final. Al día siguiente, Arisu y Usagi ven los videos grabados por Asahi, quien se había sacrificado durante el juego. En ellos, Asahi y Momoka revelan que son "repartidores", jugadores que organizan juegos para extender sus visas. En un vídeo, la pareja visita una guarida subterránea llena de "gamemasters". Arisu y Usagi logran localizar la guarida pero encuentran a los "gamemasters" muertos. Chishiya y Kuina aparecen y descubren que los "maestros del juego" eran en realidad jugadores. Mira, que era uno de los miembros ejecutivos de Beach, aparece en las pantallas de la ciudad y presenta una nueva serie de juegos para coleccionar cartas con figuras.                                           |              |                          |               |                                                   |                               |

### Temporada 2 (2022)
| N.º en serie | N.º en temp. | Título                   | Dirigido por  | Escrito por                                       | Fecha de lanzamiento original |
| --- | ------------ | ------------------------ | ------------- | ------------------------------------------------- | ----------------------------- |
| 9 | 1            | «Episode 1» «Episodio 1» | Shinsuke Sato | Yoshiki Watabe, Yasuko Kuramitsu, & Shinsuke Sato | 22 de diciembre de 2022       |
| La siguiente etapa del juego comienza cuando el Rey de Picas, un tirador experto, comienza a disparar a los jugadores indiscriminadamente. El campo de juego del Rey de Picas es toda la ciudad, y su presencia está marcada por un dirigible con su figura que lo sigue. Arisu, Usagi, Kuina y Tatta se esconden juntas, mientras que Chishiya y Ann huyen por separado. Aún buscando respuestas, Arisu decide jugar contra el Rey de Tréboles, con Usagi, Kuina, Tatta y Niragi como compañeros de equipo. Kyuma, el Rey de Tréboles, se presenta a sí mismo y a su equipo como "ciudadanos" del país. |              |                          |               |                                                   |                               |
| 10 | 2            | «Episode 2» «Episodio 2» | Shinsuke Sato | Yoshiki Watabe, Yasuko Kuramitsu, & Shinsuke Sato | 22 de diciembre de 2022       |
| Kyuma explica que todos los juegos de cartas son combates a muerte contra ciudadanos. El juego Rey de Tréboles, "Osmosis", es un juego basado en puntos donde los jugadores tienen la oportunidad de aumentar sus puntos de ciertas maneras, incluso mediante "batallas", donde si dos jugadores contrarios se tocan, el jugador con puntos más altos toma 500 puntos del jugador perdedor. Gana el equipo que al final tenga más puntos. Al principio, el equipo de Arisu toma la delantera, sólo para ser sorprendido por la valentía y la voluntad de Kyuma y su equipo de morir para ayudar a su equipo a ganar. El equipo de Kyuma toma la ventaja de 500 puntos, y aparentemente no hay forma de que el equipo de Arisu lo alcance. |              |                          |               |                                                   |                               |
| 11 | 3            | «Episode 3» «Episodio 3» | Shinsuke Sato | Yoshiki Watabe, Yasuko Kuramitsu, & Shinsuke Sato | 22 de diciembre de 2022       |
| Kyuma y Arisu, que han llegado a entenderse, conversan mientras esperan que se acabe la cuenta regresiva. Arisu se da cuenta de que Kyuma y su equipo alguna vez fueron jugadores regulares y teme que esto signifique que completar todos los juegos no les permitirá regresar a casa. Arisu pide estrechar la mano de Kyuma. Cuando este último lo hace, pierde 500 puntos, poniendo al equipo de Arisu a la cabeza. Se revela que Tatta se rompió la mano para darle su brazalete de puntos a Arisu, quien podría usar los puntos acumulados para ganar una última batalla. Kyuma y su equipo aceptan su muerte y Tatta muere a causa de sus heridas. En otra parte, Chishiya juega el juego de la Sota de Corazones en una prisión, donde los jugadores tienen que adivinar correctamente el palo de naipe en la parte posterior de sus cuellos para evitar ser asesinados y al mismo tiempo encontrar la Sota de Corazones, que se esconde entre ellos. |              |                          |               |                                                   |                               |
| 12 | 4            | «Episode 4» «Episodio 4» | Shinsuke Sato | Yoshiki Watabe, Yasuko Kuramitsu, & Shinsuke Sato | 22 de diciembre de 2022       |
| Chishiya y otros dos jugadores, un asesino en serie y un estafador, encuentran la Sota de Corazones. El asesino en serie y estafador quiere torturar a Jack para obtener información, pero él se suicida y termina el juego. Kuina deja a Arisu y Usagi para encontrar a Ann y Chishiya. Arisu está deprimido después de la muerte de Tatta, especulando que como todos los maestros del juego parecen ser exjugadores, ganar el juego solo los llevará a convertirse también en maestros del juego, pero Usagi lo insta a que la ayude a cazar. Encuentran una comunidad en las afueras de Tokio que fue masacrada por el Rey de Picas y ven una película en la que una niña explica que los fuegos artificiales que todos vieron antes de entrar no eran fuegos artificiales. Luego se separan cuando el Rey de Picas ataca nuevamente. Arisu es rescatado por Aguni y su nueva amiga, Heiya. |              |                          |               |                                                   |                               |
| 13 | 5            | «Episode 5» «Episodio 5» | Shinsuke Sato | Yoshiki Watabe, Yasuko Kuramitsu, & Shinsuke Sato | 22 de diciembre de 2022       |
| Antes del cambio, Heiya es una chica que vive una vida frívola. Se despierta y se encuentra en su primer juego, "Boiling Death". Ella es la única superviviente, pero pierde una pierna en el proceso. Ahora está decidida a sobrevivir como pueda. Arisu se une a Aguni y Heiya para tenderle una trampa al Rey de Picas, pero el plan falla y Arisu se separa de ellos. Ann sale de la ciudad pero solo encuentra bosque, rodeado de cráteres gigantes. Kuina sobrevive al juego de la Sota de Picas pero lucha sola. Usagi decide ayudar a un joven cuya visa está venciendo llevándolo al juego de la Reina de Picas y protegiéndolo. Arisu también entra al juego y se reúne con Usagi. El juego de la Reina de Picas es "Jaque Mate", en el que perseguir y etiquetar a alguien del equipo contrario lo transfiere al tuyo, y el equipo con el mayor número de miembros al final gana. El equipo de Usagi comienza a perder cuando los otros jugadores deciden quedarse con la Reina de Picas.                                                                   |              |                          |               |                                                   |                               |
| 14 | 6            | «Episode 6» «Episodio 6» | Shinsuke Sato | Yoshiki Watabe, Yasuko Kuramitsu, & Shinsuke Sato | 22 de diciembre de 2022       |
| Usagi se enfrenta a algunos de los jugadores y les pregunta si realmente preferirían quedarse en estos juegos, en lugar de esperar la posibilidad de volver a casa y empezar de nuevo. El argumento de Usagi funciona y los jugadores trabajan juntos y ganan el juego. Arisu y Usagi encuentran aguas termales en los restos de un estadio; se bañan juntos y comparten un beso. Chishiya y otros tres juegan "Balance Scale", un juego de matemáticas y lógica contra Kuzuryu, el Rey de Diamantes y exmiembro ejecutivo de Beach. Chishiya se da cuenta de que Kuzuryu ha estado tratando de descubrir si todas las vidas tienen el mismo valor; le da a Kuzuryu la oportunidad de matarlo, pero Kuzuryu decide dejar que Chishiya gane. |              |                          |               |                                                   |                               |
| 15 | 7            | «Episode 7» «Episodio 7» | Shinsuke Sato | Yoshiki Watabe, Yasuko Kuramitsu, & Shinsuke Sato | 22 de diciembre de 2022       |
| Kuina y Ann se reúnen en el juego de la Reina de Tréboles y ganan juntas. Cuando quedan dos juegos cara a cara, los jugadores comienzan a converger en Shibuya. Niragi, Arisu y Chishiya se encuentran en el cruce de Shibuya. Niragi arrastra a los otros dos a un tiroteo, durante el cual Arisu dispara a Niragi y Chishiya recibe un disparo que le salva la vida a Usagi. Llega el rey de espadas. Arisu y Usagi forman equipo con Ann, Kuina, Aguni y Heiya. Mientras Arisu prepara una trampa, los demás se enfrentan al Rey de Picas, quien los derrota uno por uno. Aguni y Arisu hacen estallar al Rey de Picas con un explosivo y Aguni finalmente le dispara en la cabeza. Con el resto de sus amigos heridos y al borde de la muerte, Arisu y Usagi van al último juego de la Reina de Corazones para terminar con las cosas. |              |                          |               |                                                   |                               |
| 16 | 8            | «Episode 8» «Episodio 8» | Shinsuke Sato | Yoshiki Watabe, Yasuko Kuramitsu, & Shinsuke Sato | 22 de diciembre de 2022       |
| Mira se revela como la Reina de Corazones, y su juego, "Croquet", solo requiere que Arisu complete tres rondas sin abandonar, sin importar el resultado. Mira revela que ella diseñó el juego del "Escondite", lo que enfurece a Arisu, quien se contiene al darse cuenta de que matar a Mira impediría que la partida terminara. Mira continúa manipulando psicológicamente a Arisu, haciéndole alucinar que está en un hospital psiquiátrico, con ella como su psiquiatra convenciéndolo de que abandone. Usagi lo saca de la ilusión cortándose la muñeca. Conmovida por su amor, Mira completa la partida de croquet y es ejecutada. Una vez completado el último juego, todos los jugadores supervivientes tienen una opción: convertirse en "residentes permanentes" o simplemente rechazar la oferta. Quienes se niegan despiertan en un hospital como supervivientes de un impacto de meteorito, sin recordar nada de la Frontera. Arisu y Usagi se encuentran en una máquina expendedora y caminan juntos, mientras en una mesa aparece una carta de comodín. |              |                          |               |                                                   |                               |

### Temporada 3
| N.º en serie | N.º en temp. | Título                   | Dirigido por | Escrito por | Fecha de lanzamiento original |
| ------------ | ------------ | ------------------------ | ------------ | ----------- | ----------------------------- |
| 17           | 1            | «Episode 1» «Episodio 1» | —            | —           | 25 de septiembre de 2025      |

## Producción

### Desarrollo
El 16 de julio de 2019, Netflix anunció que estaban creando una adaptación en acción real del manga Alice in Borderland, con Yoshiki Watabe, Yasuko Kuramitsu y Shinsuke Sato escribiendo los guiones de cada episodio, y Sato dirigiendo en un intento de hacer que el programa pareciera "una película muy, muy larga". Unos meses más tarde, el 4 de agosto, Kento Yamazaki y Tao Tsuchiya fueron elegidos como los personajes principales de la serie, con la pareja apareciendo como Ryōhei Arisu y Yuzuha Usagi, respectivamente.

### Rodaje
El rodaje de la serie comenzó en agosto de 2019, cuando Yamazaki fue visto durante el rodaje en Dōgenzaka, un distrito de Shibuya el 8 de agosto. Al día siguiente, los miembros del equipo fueron vistos cerca de una tienda en Fukutomi-cho, ubicada en la ciudad de Yokohama. Del 17 al 20 de septiembre, Yamazaki y Tsuchiya fueron vistos filmando en un complejo de apartamentos frente a la estación Kita-Suzurandai, en la línea Shintetsu Arima, en la ciudad de Kobe. Según la productora Robot Communications, el guion del programa fue revisado para "que coincidiera con el diseño del edificio". Originalmente se suponía que una escena del primer episodio en la que el personaje de Yamazaki, Arisu, se encontraba con sus amigos Chōta y Karube cerca del concurrido Shibuya Crossing de Tokio, se filmaría dentro de un Starbucks. Sin embargo, debido a la complejidad del decorado cubierto de vidrio, la escena tuvo lugar frente a un cartel afuera de la estación Shibuya. Además, una escena que tiene lugar dentro de la estación de Shibuya, en la que los personajes principales entran a un baño y vuelven a emerger en un Tokio vacío, fue filmada en una toma continua de cuatro minutos. Se reclutaron extras para la serie del 9 de agosto al 11 de diciembre, en varias ciudades. Al creador del manga en el que se basa la serie, Haro Aso, se le permitió visitar varios sets. El rodaje se realizó en varias ciudades y concluyó en diciembre de 2019.
El rodaje de la segunda temporada finalizó en marzo de 2022.

### Efectos visuales
Durante el rodaje, las escenas centradas en la ciudad vacía de Tokio se rodaron principalmente con efectos especiales y pantallas verdes, y Sato explicó que, con la ayuda de su director asistente, corría hasta el medio de la intersección del cruce de Shibuya con una pequeña cámara "para averiguar qué partes construir realmente y qué partes utilizar en CGI". Utilizando el estudio Scramble City de Ashikaga, Tochigi,, un gran set a 100 kilómetros de Tokio construido para la serie y la película Detective Chinatown 3 (que se rodó durante el mismo período), con escenas que muestran el cruce de Shibuya que se rodaron utilizando principalmente pantallas verdes, y "todo, excepto la calle y la puerta de entrada en la entrada este, se produjo con gráficos de computadora". Para mantener las escenas "auténticas", el director de efectos visuales Atsushi Doi recreó las sombras del edificio Tokyu donde normalmente caerían. Una escena en el episodio 4, que mostraba un paso subterráneo inundado de agua, fue creada con la ayuda de previsualizaciones, lo que permitió al equipo "experimentar con diferentes elementos antes del rodaje real". La pantera que aparece en ese mismo episodio fue creada usando efectos visuales desarrollados después de que el equipo visitara varios zoológicos. Además, el ganador del Premio de la Academia Erik-Jan de Boer supervisó la producción del tigre que aparece en el episodio 5, que fue creado por Anibrain, un estudio de animación en la India. Los efectos visuales posteriores a los créditos se agregaron con la ayuda de Digital Frontier de Japón, que trabajó junto con equipos de Singapur, Estados Unidos e India en una colaboración internacional.

### Música
La banda sonora de Alice in Borderland fue compuesta íntegramente por Yutaka Yamada, quien había trabajado previamente con Sato en Bleach (2018) y Kingdom (2019). Producida por Kohei Chida, la música fue interpretada por la FILMharmonic Orchestra de Praga. La canción "Good Times", de Jan Erik Nilsson, se presentó varias veces a lo largo del programa.

## Marketing y lanzamiento
El 18 de septiembre de 2020, Netflix lanzó un avance que revela que Alice in Borderland debutaría en 190 países en la plataforma el 10 de diciembre de 2020. El 24 de octubre de 2020, se publicaron seis imágenes del set para promocionar la serie. Cuatro días después, se emitió un tráiler oficial, junto con un póster y una lista del reparto principal. Según varios críticos, la primera temporada de Alice in Borderland cubrió 31 capítulos del manga original, dejando 33 intactos. La primera temporada salió el 10 de diciembre, y en sus primeras semanas, "se ubicó entre los diez programas más vistos" en la plataforma en casi 40 territorios, incluidos Malasia, Hong Kong, Filipinas, Singapur, Taiwán, Tailandia y Vietnam. En general, la serie obtuvo mejores resultados en países ubicados en Asia y Europa que en América del Norte. El 24 de diciembre de 2020, Netflix renovó la serie para una segunda temporada, dos semanas después del lanzamiento de la primera.
El 7 de octubre de 2020, Haro Aso, el creador del manga original en el que se basa la serie, anunció planes para "celebrar" y promover la serie de Netflix presentando un nuevo manga, titulado Alice in Borderland Retry en Weekly Shōnen Sunday. El primer volumen del manga "tankobon" se lanzó el 14 de octubre (número 46 de 2020 de la revista Weekly Shōnen Sunday) y se envió el 11 de diciembre, un día después del estreno de Alice in Borderland. La serie de manga finalizó el 20 de enero de 2021 (número 8 de 2021 de la revista). El segundo y último volumen de "tankobon" se lanzó el 18 de febrero de 2021. La segunda temporada de Alice in Borderland se estrenó mundialmente el 22 de diciembre de 2022.
El 27 de septiembre de 2023, la serie se renovó para una tercera temporada. En julio de 2025, Netflix anunció que saldría el 25 de septiembre de 2025 y lanzó un teaser tráiler.

## Recepción
Después de su lanzamiento, Alice in Borderland recibió críticas en su mayoría positivas de los críticos, quienes aplaudieron las imágenes, la cinematografía, la edición, las actuaciones de Kento Yamazaki y Tao Tsuchiya, y su uso de la violencia gráfica, pero dejaron opiniones encontradas sobre su avance sin un enfoque especial en el desarrollo del personaje y su historia en general, particularmente en la segunda mitad. En el agregador de reseñas Rotten Tomatoes, la primera temporada de Alice in Borderland tiene un índice de aprobación del 75% basado en 8 reseñas, con una calificación promedio de 6.8/10. Un mes después del lanzamiento de la primera temporada, Variety reveló que la serie había sido vista en 18 millones de hogares.
En Rotten Tomatoes, la segunda temporada de Alice in Borderland tiene un índice de aprobación del 88% según ocho reseñas, con una calificación promedio de 7.1/10.